# Futsal Club Malabata
Il Futsal Club Malabata è una squadra olandese di calcio a 5, fondata nel 1996 con sede a Roosendaal, ma la sede di gioco è a Breda.
La squadra prende il nome da un quartiere di Tangeri da cui provengono alcuni dei fondatori della società, nata a metà degli anni '90 ma cresciuta vertiginosamente sino a giungere alla  Topdivisie del campionato olandese di calcio a 5 dove tuttora milita. Il miglior risultato della sua storia attualmente è la finale del campionato 2005/2006 persa per mano del FC Marlène.

## Rosa 2008-2009
| N. |                        | Ruolo | Calciatore      |
| -- | ---------------------- | ----- | --------------- |
| -  | Paesi Bassi (bandiera) | G     | Fouad Afkir     |
| -  | Paesi Bassi (bandiera) | G     | Bilal Aghallaj  |
| -  | Paesi Bassi (bandiera) | G     | Mohamed Azzoum  |
| -  | Paesi Bassi (bandiera) | G     | Mounir Boukhari |
| -  | Paesi Bassi (bandiera) | G     | Ismael Ceelen   |
| -  | Paesi Bassi (bandiera) | P     | Rafik Charradi  |

| N. |                        | Ruolo | Calciatore         |
| -- | ---------------------- | ----- | ------------------ |
| -  | Paesi Bassi (bandiera) | G     | Ahmed Didi         |
| -  | Paesi Bassi (bandiera) | G     | Khalid Didi        |
| -  | Paesi Bassi (bandiera) | G     | Samir El Yaqoobi   |
| -  | Paesi Bassi (bandiera) | G     | Ronald van Leeuwen |
| -  | Paesi Bassi (bandiera) | G     | Mohamed Mejout     |
| -  | Paesi Bassi (bandiera) | G     | Mohamed Raissi     |